# 南昌路街道
南昌路街道，是中华人民共和国河南省洛陽市涧西区下辖的一个乡镇级行政单位。

## 行政区划
南昌路街道下辖以下地区：
六冶社区、江东社区、江西社区、南口社区和华侨新村社区。